# Patlabor
Patlabor é um mangá, inicialmente lançado em março de 1988, na revista Shonen Sunday com o nome de Patlabor - The Mobile Police. Tendo como foco o dia-a-dia de policiais pilotos de mecha, trouxe um foco bastante cotidiano e light ao gênero de robôs realistas, se diferenciando de séries como Mobile Suit Gundam e Votoms. A série teve 47 capítulos de 25 minutos cada.